# Алона Тал
Алона Тал (на иврит: אלונה טל), родена на 20 октомври 1983 година е израелска американска певица и актриса.

## Кариера
Тал започва кариерата си от израелската армия, с музикални детска видео касета, в която тя играе злата вещица. След това, тя се появява в една реклама за един прах за пране. По-късно тя има водеща роля в израелски филм „За да бъде звезда“.
По време на снимките на филма, тя бе предложена две роли в две различни израелски показва, телевизия, и тя взе и двете. Първият е сапунена опера име Tzimerim, за живота на едно семейство, което управлява хотел, а вторият е HaPijamot (на пижама), една комедия за една банда, решени да го направят в реалния свят. Този сериал се кандидатира за пет сезона, даде Тал възможност да покаже музикалните си таланти. Въпреки че тя е главният герой само през първите три сезона, тя се появи в четвъртия сезон на няколко епизода. В резултат на това, Тал записва няколко песни с израелския рапър Subliminal.
Тал отиде в Ню Йорк да живее със сестра си. В Ню Йорк тя се запознава с певеца Wyclef Jean и записва песен с него (на песента „страна в Дамаск“ е Тал пее на припева на иврит). В скорошно интервю той по себе си като си наставник, като се стреми да си помогне с истинската си страст, музика. Тя се научи да говори с американски акцент за пътуването до Лос Анджелис.
Тал разтоварени роля на Вероника Марс, тази на Мег екипажа, един от малкото приятели Вероника Марс. Тал първоначално прослушване за водещата роля на едноименното шоу, което отиде да Кристен Бел, но Роб Томас я харесва толкова много, че той създава на повтарящите се ролята на Мег екипажа специално за нея. Тя също играе ролята на повтарящи се Джо на втория и петия сезон на Свръхестествено. Тал също гост-звезда в последния епизод на Монк като доведена дъщеря на Ейдриън Монк, Моли Evans.

## Филмография
| Година | Заглавие на български     | Оригинално заглавие                  | Роля            |  |
| ------ | ------------------------- | ------------------------------------ | --------------- |  |
| 2003   |                           | Lihiyot Kochav                       | Lilach          |  |
| 2007   | Като 5                    | Taking 5                             | Дийвон Тхъмпсън |  |
| 2007   | И половина мъртъв 2       | Half Past Dead 2                     | Ели             |  |
| 2008   | Колеж                     | College                              | Джина           |  |
| 2009   |                           | Kalamity                             | Ашли            |  |
| 2009   | Без документи             | Undocumented                         | Лиз             |  |
| 2010   | Нощта на живите мъртви 3D | Night of the Living Dead: Origins 3D | Хелън Купър     |  |

## сериали
- HaPijamot (2003 – 2006)...... Alona Tal
- Veronica Mars (2004 – 2006)......Meg Manning
- CSI: Crime Scene Investigation (2005)......Tally Jordan
- Cold Case(2006)...... Sally 1988
- 7th Heaven(2006)......Simon's Mystery Friend
- Commander in Chief (2006)......Courtney Winters
- Supernatural	(2006, 2007, 2009, 2011)...... Jo Harvelle
- Cane (2007)......Rebecca Vega (née King)
- The Cleaner(2008)......Jackie Kemp
- Ghost Whisperer(2008)......Fiona Raine
- The Mentalist (2009)......Natalie
- Knight Rider (2009)......Julie Nelson
- Party Down (2009)......Heather
- Monk (2009)......Molly Evans
- Lie to Me (2010)......	Helen Cooper
- Leverage (2010)......Kaye Lynn